# Erik Siboni
Erik Anton Valdemar Siboni (født 26. august 1828 i København, død 11. februar 1892 sammesteds) var en dansk komponist. Han var søn af Giuseppe Siboni. 
Siboni var elev af J.P.E. Hartmann og af Ignaz Moscheles og Moritz Hauptmann i Leipzig. Han deltog som dansk frivillig i Treårskrigen mod Slesvigholstenerne, studerede derefter flere år i Wien, hvorefter han nedsatte sig i København. 1865—83 var han Peter Heises efterfølger som musiklærer ved Sorø Akademi. Af hans talrige kompositioner skal nævnes operaerne Carl II's Flugt (Det Kongelige Teater 1861) og Loreley, et Stabat mater, koncertdramaet Stormen paa Kjøbenhavn og andre korværker, deriblandt Slaget ved Murten, 2 symfonier, ouverturer, en række værker for kammermusik, desuden forskellig klavermusik og sange.